# 路易氏剂
2-氯乙烯基二氯胂（英語：2-Chloroethenyldichloroarsine），又名路易氏剂或路易斯毒气（英語：Lewisite），由美国化学家W.L.Lewis（Winford Lee Lewis）于1918年春發明，是一种具有强烈皮肤糜烂毒性的有机砷化合物，在毒剂发展史上有着极其重要的地位。工业品中含有α、β、γ三种类型的路易氏剂，其中α型糜烂毒性最强，β型次之，γ型无实际军用价值。一般而言，合格的路易氏剂中主要组分为α成分，含少量β成分，不应有γ成分。β型路易氏剂通常被视为一种刺激性毒剂。

## 常見形態
纯品为无色、无臭的油状液体。生产过程中作为原料之一的AsCl3易带入产品中从而使产品呈现紫色。工业品为具有天竺葵味的褐色液体，有强烈的刺激性气味（天竺葵味实为路易氏剂的分解产物或杂质所致，但刺激味则是路易氏剂本身所致）。

## 合成
路易氏剂可由乙炔与三氯化砷在二氯化汞的催化下加热反应制得：
{\displaystyle {\ce {HC#CH + HgCl2 -> ClCH=CHHgCl}}}
{\displaystyle {\ce {ClCH=CHHgCl + AsCl3 -> ClCH=CHAsCl2 + HgCl2}}}
{\displaystyle {\ce {2 HC=CH + HgCl2 -> (ClCH=CH)2Hg}}}
{\displaystyle {\ce {AsCl3 + (ClCH=CH)2Hg -> (ClCH=CH)2AsCl + HgCl2}}}
{\displaystyle {\ce {(ClCH=CH)2AsCl + AsCl3 -> 2 ClCH=CHAsCl2}}}

## 對人體的作用
會令人體的皮膚腐爛，如不作防護及作及時治療，最後因呼吸道、皮膚腐爛而死。人體在接觸後三十分鐘便出現症狀。這氣體亦會引起低血壓症狀，又稱為路易斯休克（英語：Lewis Shock）。

## 稳定性
路易氏剂在常温且无水的环境下较为稳定，加热分解生成仲胂与叔胂并可进一步分解。当使用爆炸法分散毒剂时，即使受热时间不长也会有大量分解。路易氏剂对铝及其合金具有严重腐蚀作用，对钢与黄铜则不易腐蚀。铁的存在会加速路易氏剂的歧化过程，促使其转变为β型与γ型路易氏剂。α型路易氏剂易于水解，相对湿度80%时即水解4/5以上，这令其的战斗使用受到很多限制。路易氏剂水解生成微溶于水的白色晶体——氯乙烯氧胂，此化合物仍然具有强烈的皮肤糜烂作用与全身中毒作用；液滴水解时会在外层形成一层由氯乙烯氧胂构成的膜，从而阻止内部毒剂的进一步水解。路易氏剂的水解是可逆的，并在碱性条件下水解加速。

## 軍事用途
由於英國人在第二次世界大戰期間發現了解毒劑二巯基丙醇，令路易氏剂本身的軍用價值不及其他無解毒劑的化學武器。路易氏剂在实战中通常与芥子氣混合使用，因為能降低毒剂的凝固点，又可令毒剂多样化，增加救治困难。美國、蘇聯、日本、中國和意大利都曾生產這種毒氣。